# Ahja (Põlva)
Koordinaten: 58° 12′ N, 27° 5′ O

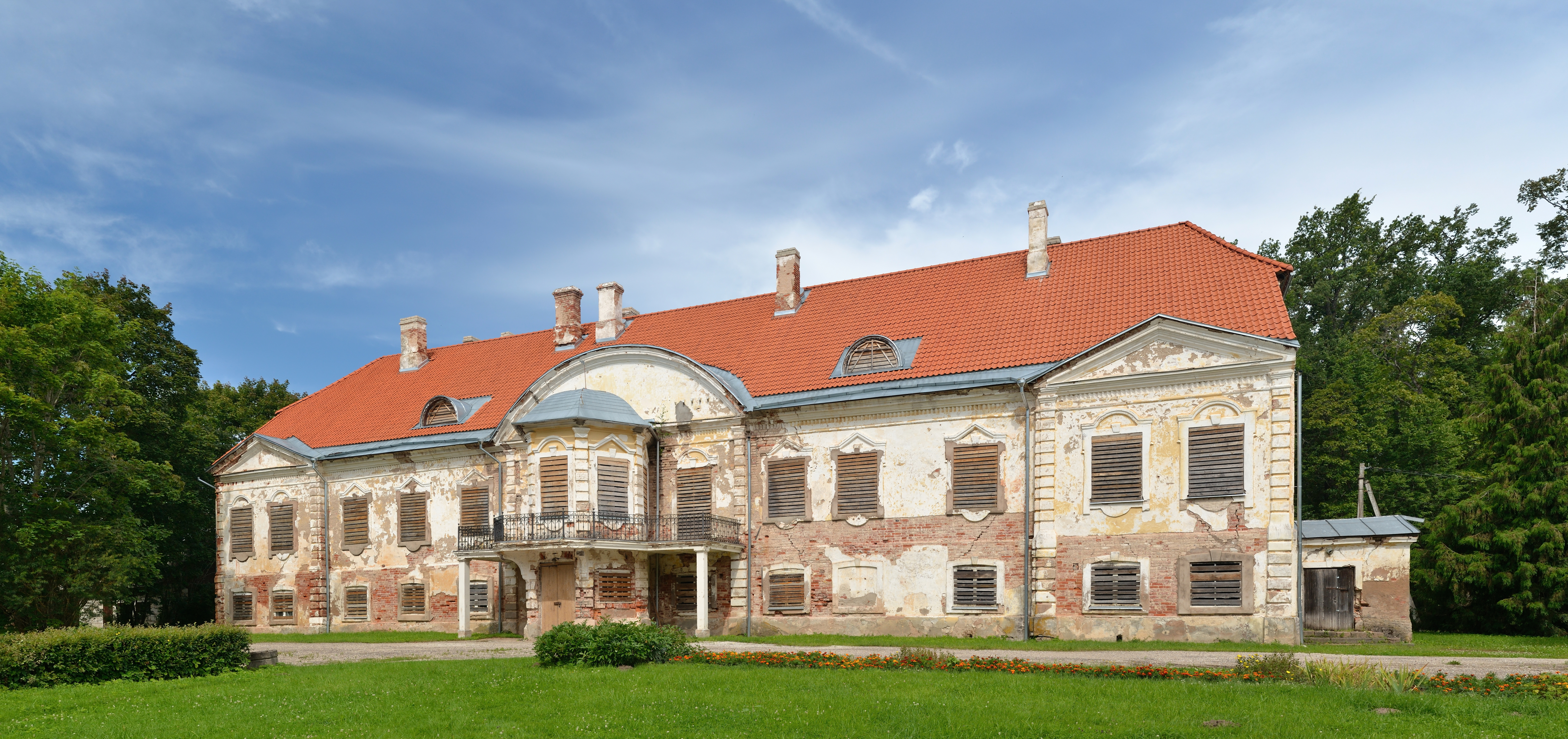
Herrenhaus von Ahja

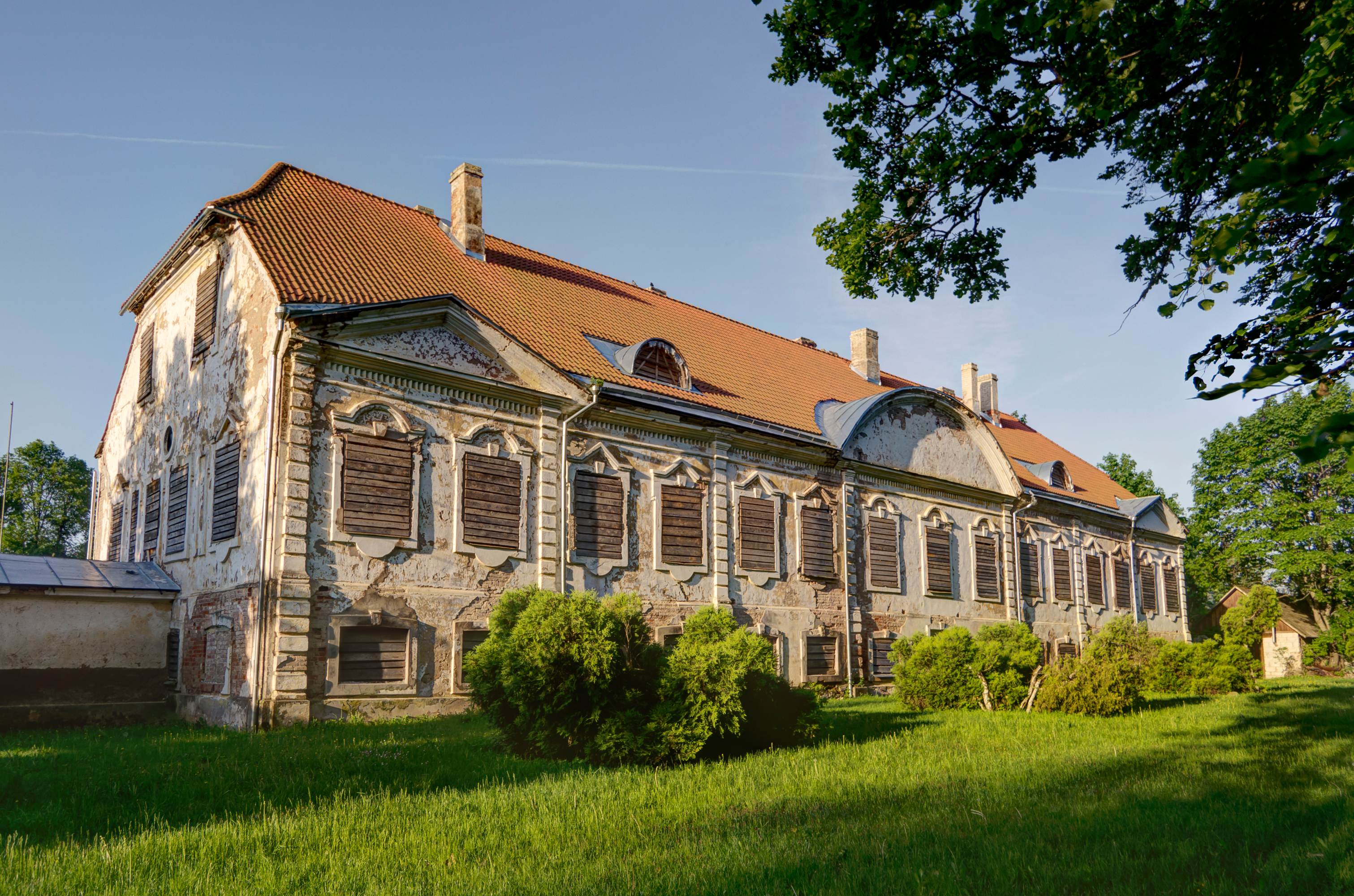
Rückansicht

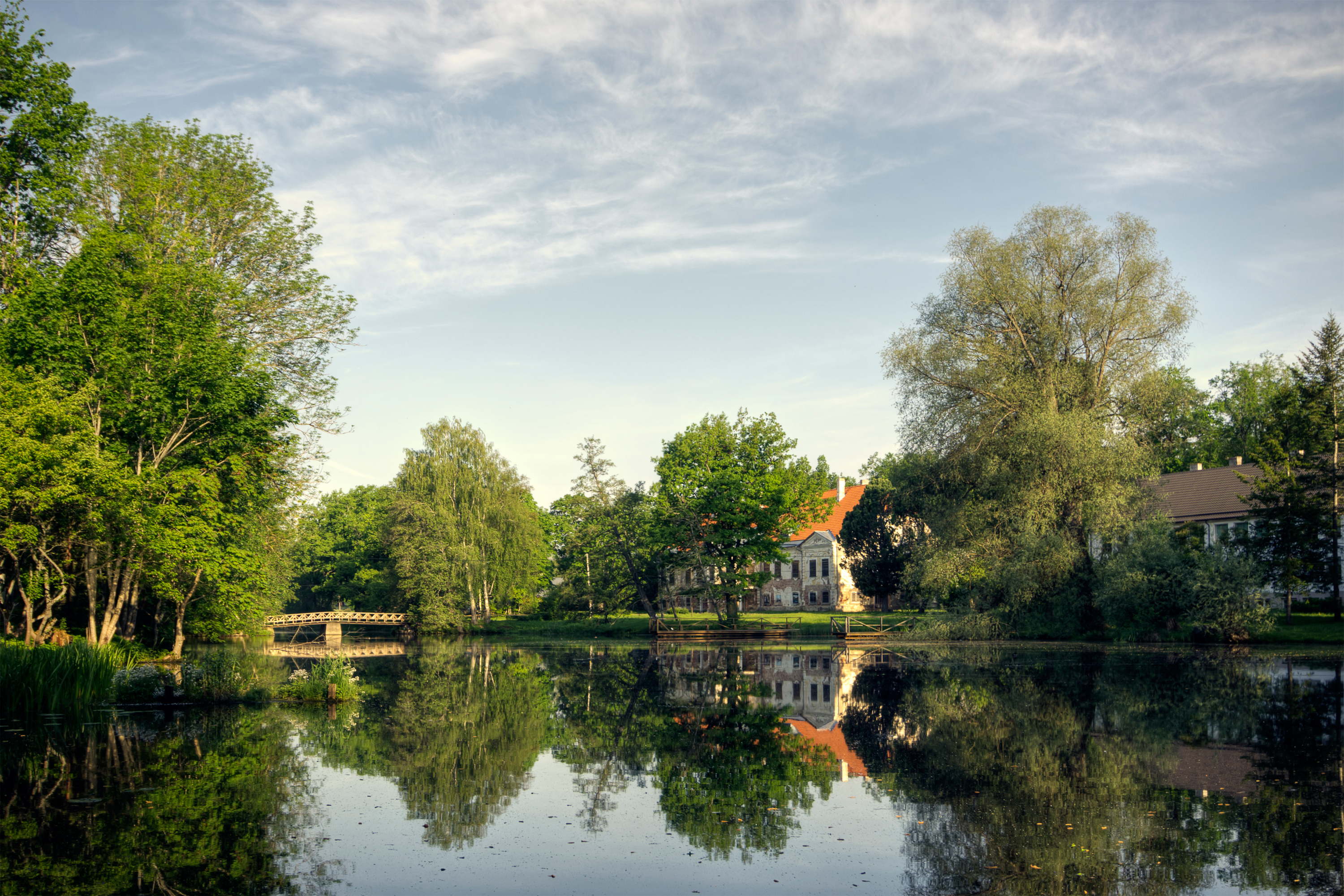
Teich des historischen Guts

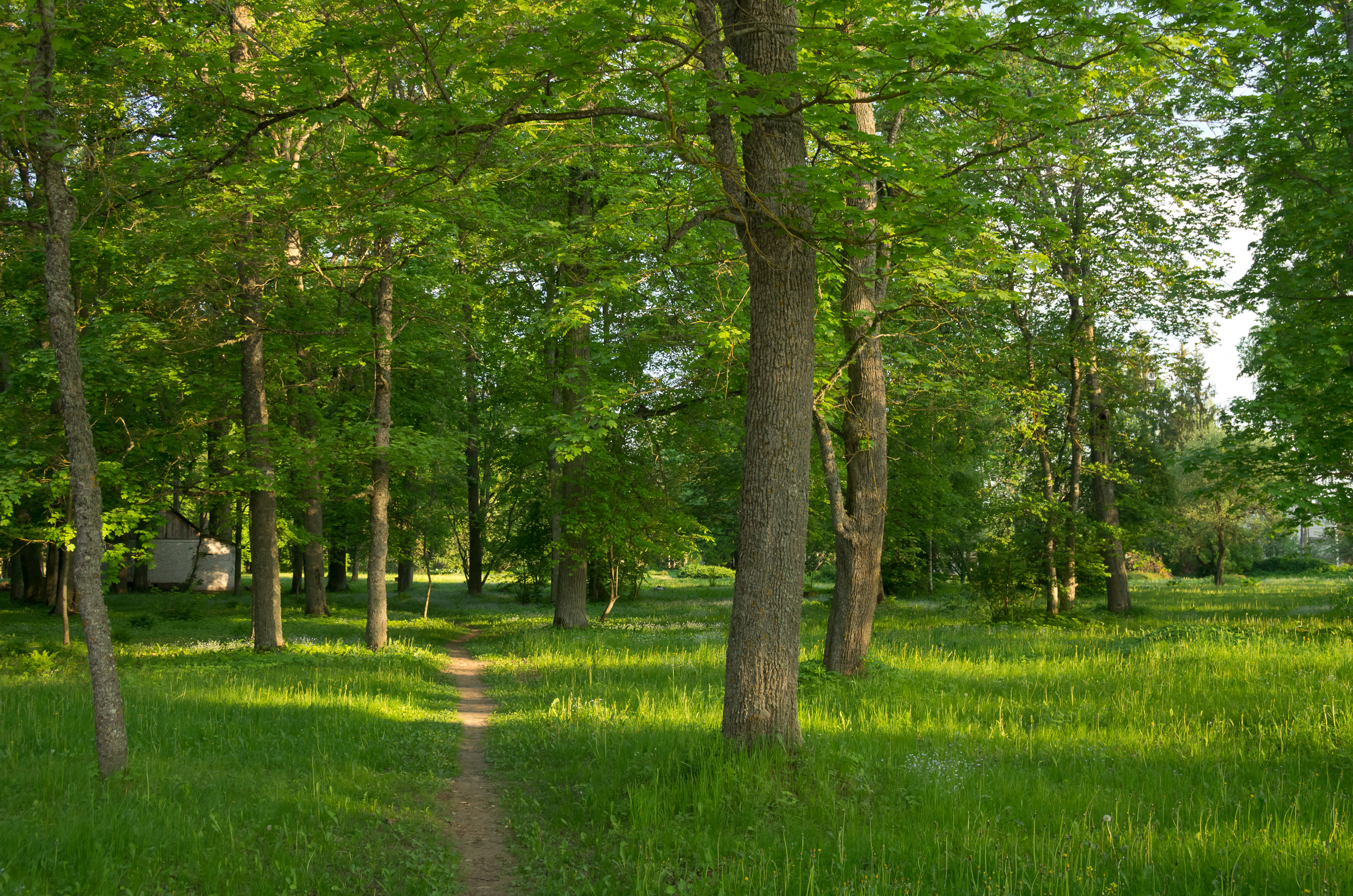
Park

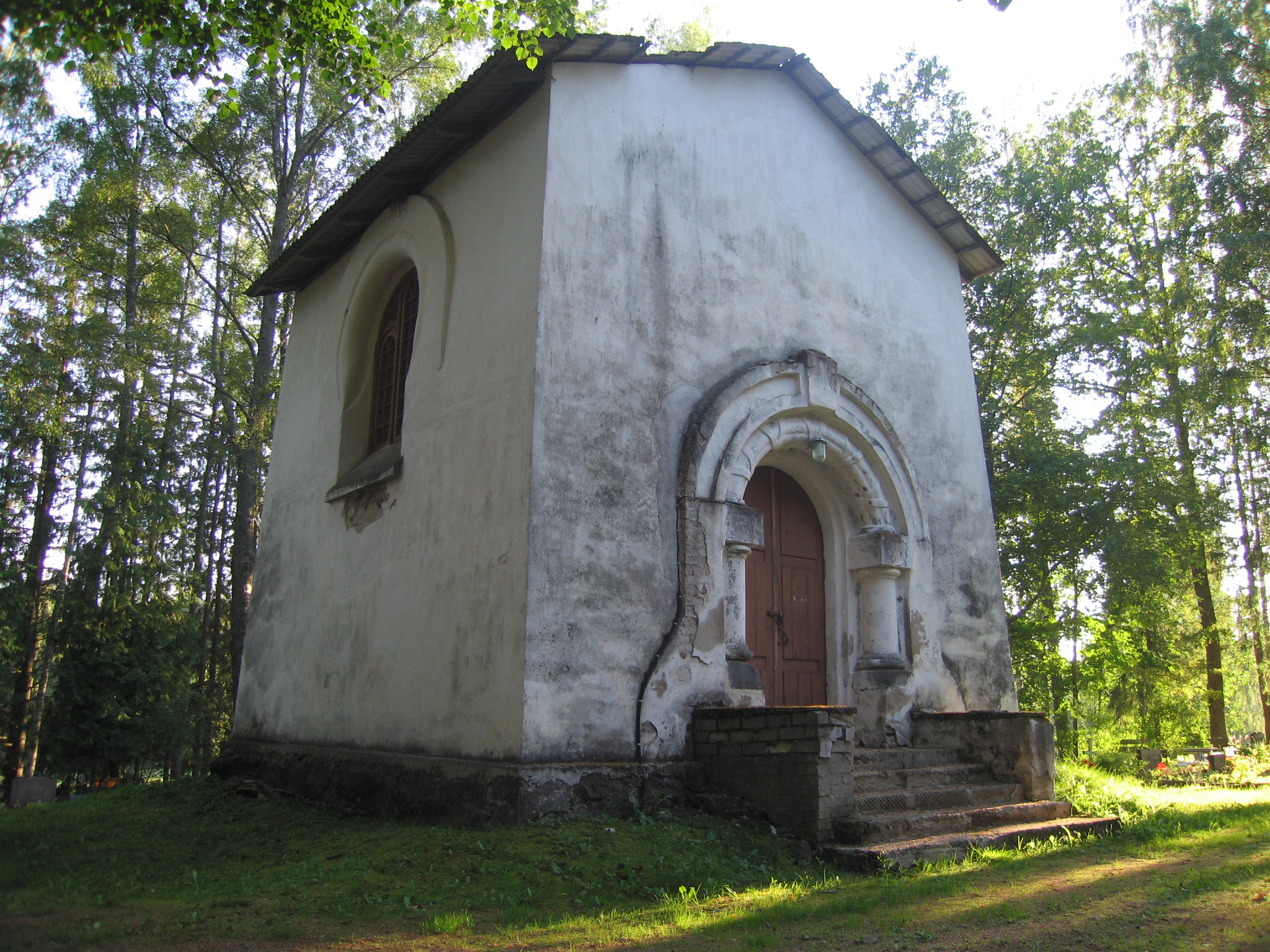
Grabkapelle der Familie von Brasch

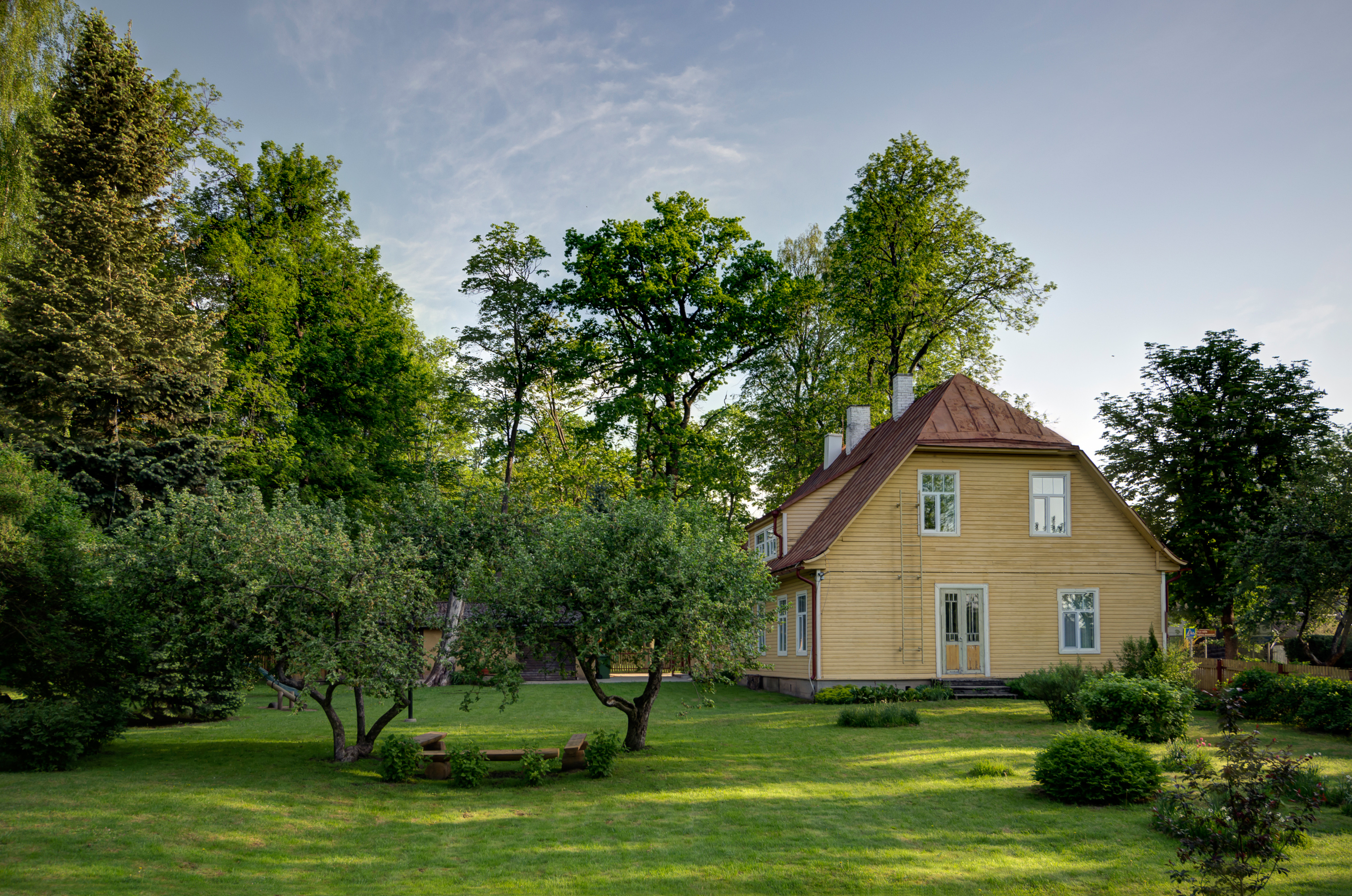
Friedebert-Tuglas-Museum

Ahja (deutsch Aya) ist ein Dorf (estnisch alevik) im Südosten Estlands. Es war 2017 der Hauptort der Landgemeinde Ahja (Ahja vald) im Kreis Põlva. Seither liegt Ahja in der Gemeinde Põlva.

## Einwohnerschaft und Lage
Das Dorf hat 507 Einwohner (Stand 31. Dezember 2011).
Der Ort liegt 28 Kilometer südöstlich der zweitgrößten estnischen Stadt Tartu, westlich des Flusses Ahja (Ahja jõgi).

## Gut Ahja

### Geschichte
1553 wurde der Hof unter dem Namen Agill erstmals urkundlich erwähnt. Er wechselte im Laufe der Jahrhundert häufig seine Besitzer.
Im 16. Jahrhundert gehörte der Hof einem Johann Kawer, anschließend einem Tönnis Wedwitz. Ab 1582 gehörte das Gut dem polnischen Staat. 1626 wurde der schwedische Reichsadmiral Gabriel Bengtsson Oxenstierna (1586–1656) sein Eigentümer, bevor der Hof durch Reduktion vom schwedischen Staat eingezogen wurde.
1725, nachdem im Nordischen Krieg Livland an Russland gefallen war, schenkte der russische Zar Peter I. das Gut der Witwe des Pastors Ernst Glück (1654–1705), Christine, geb. von Reutern († 1740). Bei ihr war Peters zweite Ehefrau, die spätere Kaiserin Katharina (1684–1727), aufgewachsen.
Ab 1743 gehörte das Gut dem in russischen Diensten stehenden bretonischen Vizeadmiral François Guillemot de Villebois (1681–1760). Er hatte 1715 in zweiter Ehe eine Tochter Ernst Glücks geheiratet. 1760 wurde sein Sohn aus erster Ehe, der Generalmajor Daniel Guillemot de Villebois (1711–1797), Eigentümer, bevor der Hof dann 1766 an den Deutschbalten Hans Heinrich von Liphardt und 1788 an den russländischen Infanterie-General Gotthard Johann von Knorring (1744–1825) fiel.
1790 wurde der russländische Militär und Politiker Woldemar Anton von Löwis of Menar (1741–1818) Besitzer des Hofes. Von 1821 bis 1921 stand der Hof im Eigentum der deutschbaltischen Familie von Brasch.

### Herrenhaus
Das zweistöckige Herrenhaus mit seinem hohen Walmdach wurde 1749 in der Zeit von François Guillemot de Villebois im Stil des Barock errichtet und luxuriös ausgestaltet. Die Pläne stammten vermutlich aus der Werkstatt des Architekten und Baumeisters Bartolomeo Francesco Rastrelli  (1700–1771). Anfang des 20. Jahrhunderts wurde über dem Eingang ein historistischer Turm angefügt.
Ab 1929 diente das Herrenhaus als Schulgebäude von Ahja. 1997 zog die Schule in ein modernes Gebäude um.
2007 wurde das Herrenhaus durch einen Brand stark in Mitleidenschaft gezogen. Es steht heute leer.

### Nebengebäude und Friedhof
Im 8,8 Hektar großen Park des Guts mit seinem großen Teich befanden sich zahlreiche Nebengebäude des Guts, von denen einige noch erhalten sind.
Etwa einen Kilometer vom Herrenhaus entfernt liegt der Friedhof des Guts. Er wurde 1884 von der Familie von Brasch angelegt. Dort befindet sich auch die Grabkapelle der Familie. Sie wurde im Jugendstil errichtet. 1919 während des Estnischen Freiheitskrieges verwüsteten bolschewistische Truppen den Friedhof. Seit 1932 dient er wieder als Friedhof des Dorfes.

## Persönlichkeiten
In Ahja wurde der estnische Schriftsteller Friedebert Tuglas (1886–1971) geboren. Sein Vater war auf dem Gut als Tischler angestellt.
Seine Kindheitserinnerungen beschrieb Friedebert Tuglas in seinem Roman Väike Illimar von 1937. Zu Tuglas' Ehren befindet sich am Ort seiner Geburt, dem nicht mehr erhaltenen Brauhaus des Guts, ein Gedenkstein.
Im Gebäude der Ortsbibliothek ist seit 2005 das Friedebert-Tuglas-Museum untergebracht.